# حلبة بوداه الدولية

مسار حلبة بوداه

حلبة بوداه الدولية (بالإنجليزية: Buddh International Circuit)‏  هي حلبة لرياضة سباق السيارات ورياضة المحركات الآلية. على بعد 40 كيلومترا جنوب نيودلهي في نويدا الكبرى بولاية أتر برديش.والحلبة تستضيف سباق الجائزة الكبرى للهند لسيارات الفورمولا واحد. أعطيت مسؤولية تصميم الحلبة للمصمم الألماني هيرمان تيلك. تقدر تكلفته بنحو 215 مليون دولار ودشنت رسميا في 18 أكتوبر 2011  وشهدت الحلبة أول سباق لفورمولا واحد في 2011.
يبلغ طول المسار الرئيسي للحلبة 5,137 كم وعلى مساحة 875 فدانا ومن المقرر أن تكون سعة المقاعد 110,000  مقعد مع خطط لزيادته لاحقا إلى 200,000. الحلبة ستكون جزءا مدينة جايبي الرياضية على مساحة 2500 فدان، الذي يضم أيضا ملعبا للعبة الكريكيت بمائة الف مقعد وحقلا للعبة الغولف ب 18 حفرة، وملعبا بسعة 25000 مقعد للهوكي وأكاديمية رياضية.
أحيل تصميم الحلبة إلى الفرق لجمع الملاحظات حول الكيفية التي يمكن بها تحسين فرص التجاوز على الحلبة.
في حين يقدر الوقت المتوقع للفة سيارة الفورمولا واحد حول حول مسار الحلبة البالغ 5137 م هو 1 دقيقة و 27.02 ثانية، بمتوسط سرعة يبلغ 210.03 كلم / ساعة (131 ميلا في الساعة). وأيضا من المتوقع وصول سرعة سيارات الفورمولا واحد في نهاية المسار بين المنعطف الثالث والرابع إلى سرعة قصوى تبلغ حوالي 318 كم / ساعة (198 ميلا في الساعة).

## معرض صور

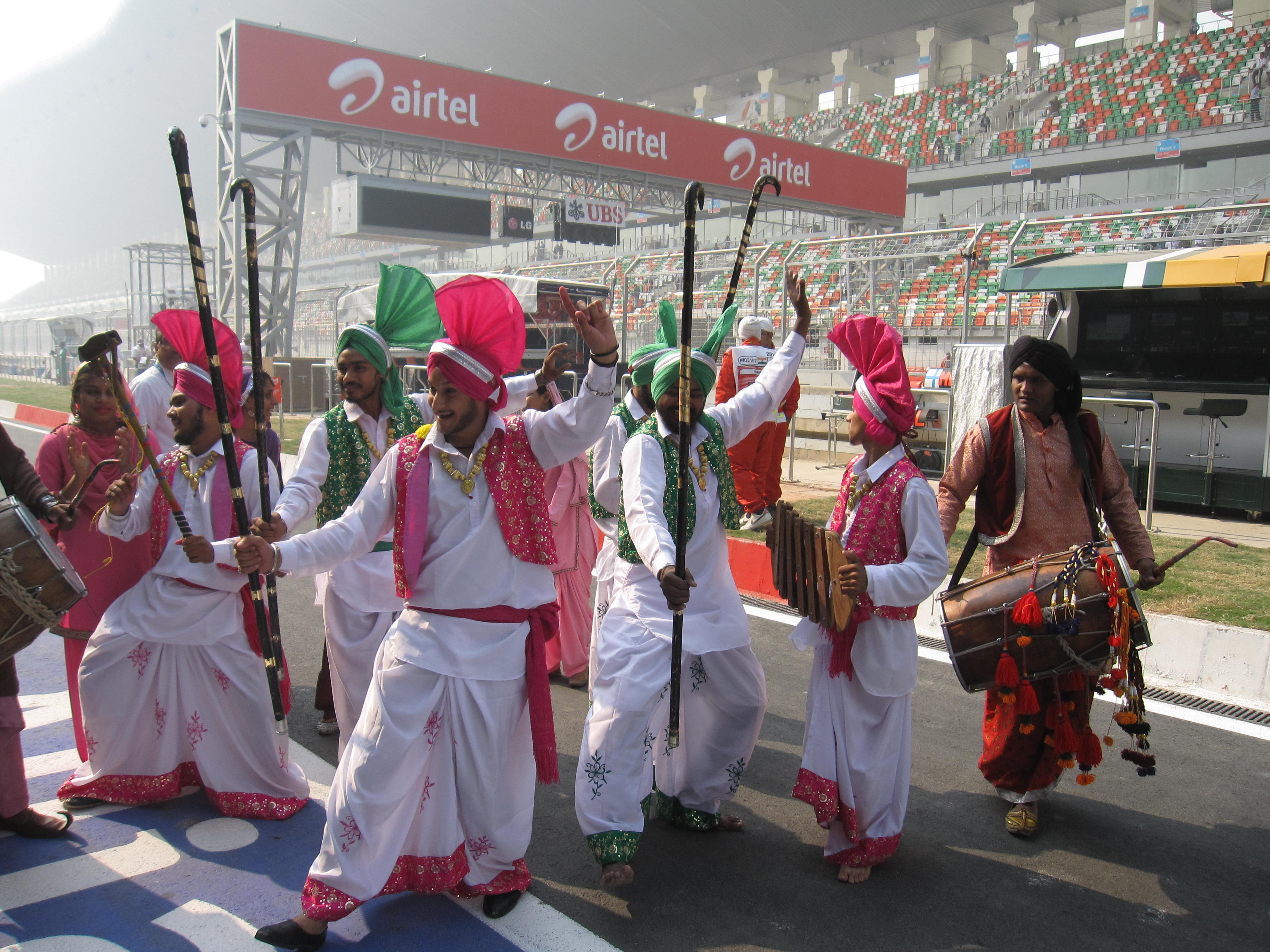
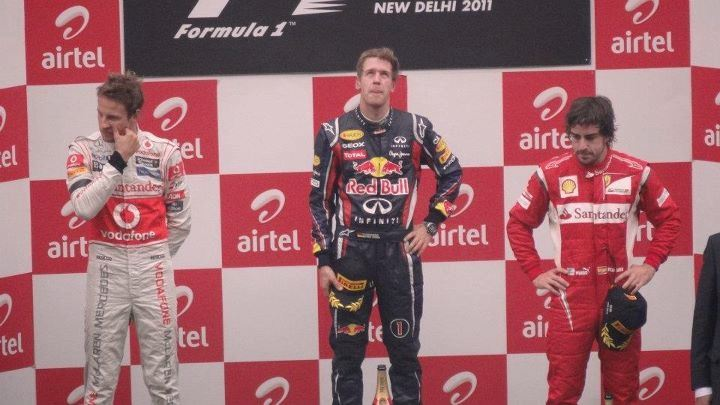
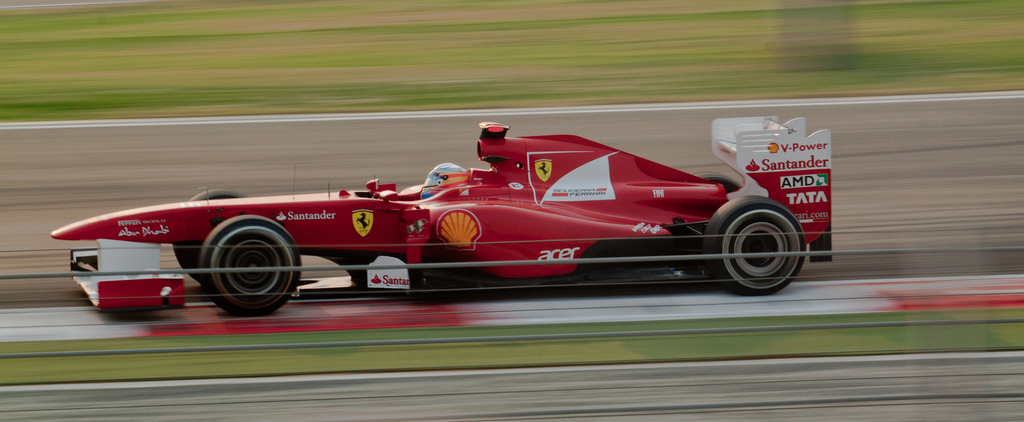
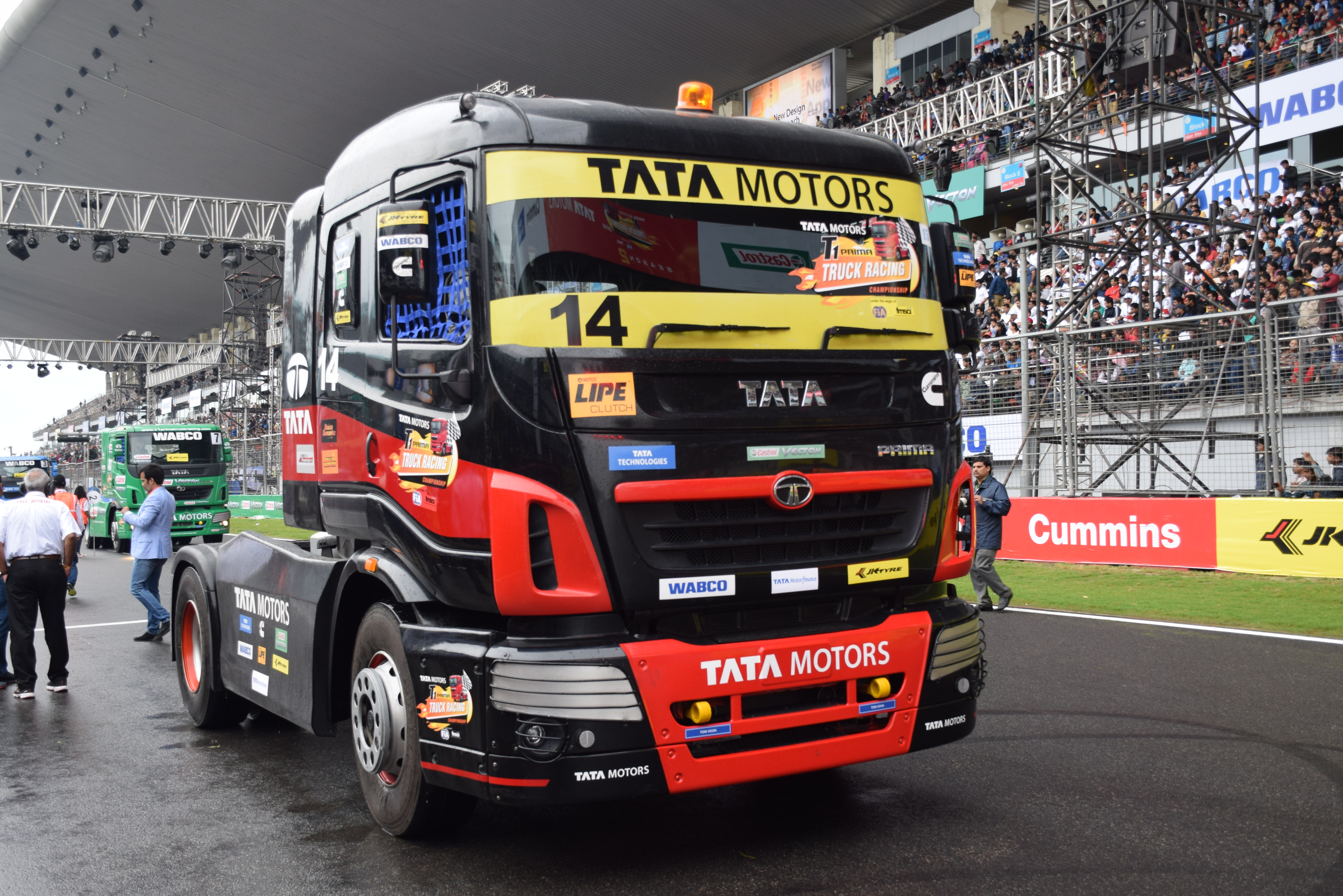
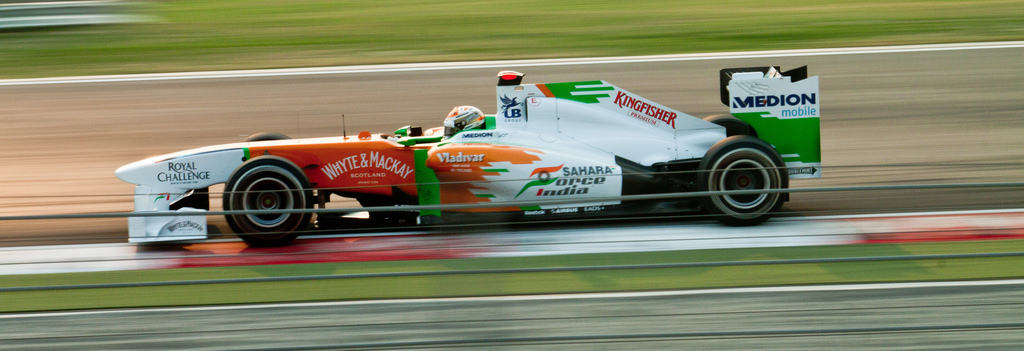